# Phare aéronautique de Pansio
Le phare aéronautique de Pansio (en finnois : Pansion lentomajakka) est un phare aéronautique situé dans le quartier de Pansio de Turku en Finlande.

## Présentation
Le phare est situé près de l'ancien aéroport d'Artukainen.
La phare culmine à 59 mètres d'altitude.
Le phare aéronautique de Pansio fait partie d'une chaîne de phares aéronautiques prévues d'Helsinki à Stockholm dans les années 1930. 
Le projet n'a jamais été achevé et aujourd'hui, en plus du phare de Pansio, il ne reste que deux phares aéronautiques en Finlande : le phare de Perkala, situé sur l'île de Parainen à Iniö, et le phare de Kumlinge à Åland.
Le phare aéronautique  de Perkala est en meilleur état que celui de Pansio.